# Bacco e Arianna (Reni)
Bacco e Arianna è un dipinto a olio su tela (96,5×86,4 cm) di Guido Reni, realizzato intorno al 1619-1620 e conservato al Los Angeles County Museum of Art.

## Storia
La tela è probabilmente quella appartenuta al poeta Cesare Rinaldi, di cui dà notizia Rinaldo Ariosti, agente del Duca di Mantova, in una lettera del 21 febbraio 1627 da Bologna. Oppure, l'opera potrebbe essere quella descritta nella Felsina pittrice da Carlo Cesare Malvasia, che riporta che a Vigna Peretti (Roma) si trovava un dipinto di Reni rappresentate "Arianna, che nuda siede sopra uno scoglio, e Bacco che seco discorre". Tuttavia, Charles de Brosses afferma che il dipinto di Reni a Villa Montalto (realizzato forse per il cardinale Francesco Peretti di Montalto e commissionata all'artista durante la sua breve visita a Roma nel 1621) fosse andato bruciato accidentalmente prima della sua visita tra il 1739 e il 1740.
Malvasia parla anche di un'altra tela coeva sul medesimo soggetto appartenuta a Luigi Zambeccari di Bologna e passata in mano al fratello dopo la morte del proprietario nel 1630 a causa della peste; con la morte di Francesco Maria Zambeccari, il dipinto fu ereditato da Ciro Merescoti. La tela ricompare nel catalogo dei dipinti della famiglia Zambeccari nel 1759, ma scompare prima del 1796; l'opera in questione è probabilmente quella conservata nella Collezione Torlonia a Villa Albani e si tratterebbe di una copia di bottega realizzata da Francesco Gessi e forse ritoccata dallo stesso Reni. Malvasia menziona anche un altro paio di tele del Reni sullo stesso soggetto: una di proprietà di Ippolito Boncompagni e una "ch'oggi hanno i Signori Davia", in cui Bacco ha le fattezze di Emilio Savonanzi.
Nel 1769 Bacco e Arianna appare nel catalogo delle opere di Nathaniel Curzon, Barone Scarsdale a Kedleston Hall: doveva trattarsi di una recente acquisizione, dato che Horace Walpole non la annovera tra i dipinti che aveva visto durante la sua visita nella tenuta del Derbyshire nel settembre 1768. Probabilmente Curzon lo acquistò da Hogard & Co. (Londra), che batté all'asta una tela su questo soggetto mitologico l'8 marzo 1769. Stephen Pepper ha ricostruito gli spostamenti del dipinto da Bologna a Londra, rintracciando l'opera nella collezione di Giovanni Pietro Tirabosco a Venezia negli anni 1650 e poi nella collezione del cardinale Pietro Ottoboni, nipote di Alessandro VIII, a Roma dal 1693; alla morte del cardinale, la sua collezione fu venduta e, tra i dipinti, figura un "Bacco et Arianna originale di Guido Reni" venduto per seicento scudi il 5 marzo 1740. La tela rimase poi a Kedleston fino al 1979, quando fu venduta all'Agnews Gallery di Londra e poi donata al Los Angeles County Museum of Art dall'Ahmanson Foundation.

## Descrizione e analisi
Sull'isola di Nasso, Arianna, affranta dal tradimento di Teseo (le cui navi si scorgono ancora in lontananza) riceve le attenzioni del dio Bacco, nudo e ammantato di rosso, che indica se stesso con la mano destra come a offrirsi in sostituzione del principe ateniese negli affetti della fanciulla abbandonata. Come nei coevi Atalanta e Ippomene e Sansone vittorioso, Reni espone i fatti con chiarezza e incisività, grazie anche a una tavolozza limitata e sgargiante, segnata dal ricco utilizzo dei colori primari.
I due personaggi sono ben delineati ("dipinti", secondo Raffaella Morselli, "come se uscissero da una gemma antica") e ispirati a modelli classici: la figura di Apollo sembra ispirata al Meleagro di Skopas (da cui il pittore bolognese eredita la struttura chiastica, pur invertendo la gamba che regge il peso) o forse all'Ermes Belvedere, mentre Reni compone liberamente la principessa cretese prendendo in prestito il braccio e il gomito dell'Arianna addormentata (che, come il Meleagro, si trovava nel Cortile del Belvedere) e il volto dalla Niobe che Reni avrebbe visto nei giardini di Villa Medici (oggi alla Galleria degli Uffizi).
Stephen Pepper data l'opera al 1619-1620 circa, basandosi sui contorni fermi e gli spazi ben definiti che caratterizzano la pittura di Reni in questo periodo, come evidenziato nel coevo Apollo e Marsia di Tolosa e in netto contrasto con la versione del 1633 conservata a Monaco.  È sempre Pepper a ipotizzare che la tela sia uno "scherzo", in cui Reni tratta ironicamente il soggetto dell'opera, come una risposta pittorica a La Galleria di Giovan Battista Marino, in cui il poeta si propone "non [...] di comporre un Museo universale sopra tutte e materia [...] ma di scherzare intorno ad alcune poche, secondo i motivi Poetici, che alla giornata gli son venuti in fantasia".
L'interpretazione di Pepper non è stata accolta unanimemente dalla critica: Richard Cocke, ad esempio, ha affermato che la lettura del collega non tiene conto della drammaticità della situazione, espressa dalla retorica controllata dei gesti delle figure centrali. Mentre secondo Cocke Reni va distillare il racconto di Ovidio, riducendolo ai soli due personaggi, altri critici hanno visto nella composizione richiami a tableau vivant e al teatro, forse anche all'Arianna di Claudio Monteverdi e alla popolare aria "Lamento di Ariadne", suggerita dalla postura dei personaggi.

## Retaggio
Alberto Arbasino descrive ironicamente la tela ne Le muse a Los Angeles, parlando di come Arianna "sospirando volta la testa molto altrove (bianche vele, mare piatto) con la mano aperta e pronta ad altezza esatta verso il non molto che Bacco nudo e 'ciccio' si accosta a porgerle". Effettivamente, le ridottissime dimensioni del membro del dio hanno reso la tela protagonista di alcuni meme.
Nel 2009 Banksy ha realizzato la tela Bacchus at the Seaside, in cui il dipinto del Reni viene riproposto fedelmente (e notevolmente ingrandito, 235×206 cm), se non per i volti dei personaggi (tagliati via e rimossi) e il cono stradale nella mano tesa di Arianne, che va a coprire i genitali del dio. La tela è stata esposta al Bristol Museum & Art Gallery nell'estate 2009, accanto ad altri "vandalismi" artistici di Bansky, come le sue versioni della Venere Rokeby di Velázquez e Le spigolatrici di Millet. Letta come una rivisitazione dissacrante dell'originale secondo una vena umoristica tipicamente britannica, l'opera è stata battuta all'asta da Sotheby's nel 2018 per 669 000 sterline.